# استیون فرست
استیون فرست (به انگلیسی: Stephen Furst) (زاده ۸ نوامبر ۱۹۵۵ – درگذشته ۱۷ ژوئن ۲۰۱۷) بازیگر و کارگردان فیلم آمریکایی بود.
از فیلم‌های معروف او می‌توان به بازی در فیلم خواهری پسران، تیم رؤیایی، لرزش، تق تق و راک! و جنون نیمه‌شب اشاره کرد.